# Entreprenørmaskiner
Tungt materiel eller entreprenørmaskiner er teknisk eller mekanisk udstyr og maskiner, der benyttes til forskellige arbejdsopgaver herunder byggeri og anlæg, jordbrug og minedrift.

## Typer af tungt materiel
- Asfaltfræser
- Asfaltskærer
- Asfaltudlægger
- Blokvogn
- Bobcat
- Brolæggerjomfru
- Bulldozer
- Dumper
- Fejemaskine
- Gaffeltruck
- Grader
- Gravemaskine (Gravko)
- Gummiged
- Minilæsser
- Motorbør
- Pladevibrator
- Rendegraver
- Stribemaler
- Stubfræser
- Teleskoplæsser
- Traktor
- Vejtromle

## Producenter af tungt materiel
- Caterpillar – gravemaskine, dumper, bulldozer, gummiged, vejtromle
- Fiat-Kobelco – gravemaskine, gummiged
- Hamm – vejtromle
- Hanomag – gummiged
- Hydrema – rendegraver, gummiged, gravemaskine, dumper, (minerydder)
- Komatsu – gummiged, gravemaskine
- Kubota – gravemaskine
- Ljungby Maskin – gummiged, gravemaskine
- Pel-job – minigraver, minidumper
- Takeuchi – gravemaskine
- Thwaites – minigraver, minidumper
- Volvo – minilæsser, gummiged, dumper, rendegraver, gravemaskine
- Whacker – pladevibrator
- Åkerman – gravemaskine